# Strangellsbodarna
Strangellsbodarna är ett naturreservat i Östersunds kommun i Jämtlands län.
Området är naturskyddat sedan 2013 och är 300 hektar stort. Reservatet består av skog med tall, gran och lövträdbarrskog och i öster finns myren Handogsflon med bäcken Örån i nordost.